# Habitants et marchands de Montréal au XVIIe siècle
Habitants et marchands de Montréal au XVIIe siècle est un essai historique écrit par Louise Dechêne dans le cadre de son doctorat à l'université Paris-Nanterre. L'ouvrage fut à l'origine publié par les éditions Plon en France et au Canada en 1974. Il a pour but de présenter la colonisation du territoire canadien en se servant de la fondation et du développement de l'île de Montréal comme exemple de la vie dans la colonie.
Son auteure, Louise Dechêne, a enseigné l’histoire à l'Université d'Ottawa et, après un court passage à l'Université de Montréal, enseigne par la suite à l'Université McGill. Elle est aussi l'auteure de deux autres ouvrages sur la question coloniale canadienne, dont un fut publié de manière posthume en 2008, et de plusieurs articles dans des revues scientifiques d'histoires et la codirection de l'édition francophone de l'Atlas historique du Canada.

## Contexte historiographique
En 1974, l'historiographie canadienne mettait plutôt l’accent sur la période entourant la Guerre de la Conquête, alors que les populations étaient déjà très enracinées sur le territoire de la Nouvelle-France, et n’abordait que très peu les débuts de la colonisation par la France. L’œuvre de Louise Dechêne est donc l’un des premiers ouvrages à avoir comme période centrale, l’histoire canadienne avant le transfert de la colonie à la Couronne britannique en 1763. Il faut aussi mentionner que l’ouvrage se démarque aussi du courant religieux de l'histoire, mis de l'avant par Lionel Groulx, et est écrit avec la population comme point de focale, au contraire de beaucoup des ouvrages de son époque. Il se différentie donc d'ouvrages comme Histoire du Canada français (1950) de Claude de Bonnault, qui offre plutôt une histoire militaire, et du premier tome d'Histoire des colonies françaises et de l’expansion de la France dans le monde (1930) abordant les colonies françaises en Amérique et écrit par Charles de La Roncière , Joannès Tramond et Émile Lauvrière, qui se concentre sur les réussites et les échecs de la marine française et sur les efforts évangélisateurs lorsqu'elle aborde le Canada. L'œuvre de Louise Dechêne est donc la finalité d'une transformation de l'historiographie québécoise entamée par des ouvrages comme Économie et société en Nouvelle-France (1960) de Jean Hamelin.

## Éditions
L'essai de Louise Dechêne fut à l'origine publiée par les éditions Plon en 1974, avant de subir en 1988, une première réédition aux éditions Boréal, où le nombre de pages totales se voit réduit de 588 pages à 532 pages. En 1994, l’ouvrage reçoit une traduction anglaise par Liana Vardi pour la Presse universitaire McGill-Queen's (en), réduisant aussi le nombre de pages d’environ 160 pages comparé à la version de 1974 et rendant l’ouvrage plus accessible au public anglophone.

## Plan et structure
L'ouvrage est divisé en quatre parties de longueur variée et contenant un nombre de chapitres varié aussi. L'ouvrage commence par la partie Population, puis enchaîne avec une partie sur le commerce, puis une partie sur l'agriculture pour terminer par une partie sur la société. L'ouvrage contient aussi une annexe complète, contenant des cartes d’époque de l'archipel d'Hochelaga, des graphiques et des documents d’époque pour complémenter ses propos.

## Contenu

### Partie 1: La Population

#### La population indigène
L'auteure débute par la mention d'une terre presque inoccupée selon sa superficie. Les populations autochtones sur place entretiennent des relations plus ou moins saines avec les puissances coloniales, et ce même pour les Français. Dans ce sens, la rencontre entre les deux groupes mène à une instrumentalisation de la main-d'œuvre autochtone. En effet, dans le cadre des conflits européens en Amérique, des mercenaires à la solde des Néerlandais, des Anglais et parfois des Français apparaissent et perturbent l'ordre établi. C'est aussi dans ce contexte conflictuel que les créanciers européens font émerger de nouvelles rivalités amérindiennes entre les grandes nations, et ce dans le but de mieux servir leurs intérêts coloniaux. Ces déboires mènent à une chute démographique autochtone sans précédent. Si les conditions de santé et les conflits entre nations sont des facteurs clés, un autre élément reste pertinent à la compréhension du phénomène. Étroitement à ces derniers, l'auteure cite l’évangélisation. Ce sont les Sulpiciens, société religieuse de l’île, qui explique que cette congrégation ne favorise pas un haut taux de natalité autochtone et de la même manière contribue à la chute démographique.

#### Le peuplement français
Afin d'établir un décompte des différents types d'immigrants aux premiers temps de la colonie, un portrait global est inséré tout en appliquant les spécificités de l'île de Montréal. Sous l'arrivée progressive de colons toujours inquiets des raids iroquois, on fait le compte du nombre d'engagés, de gentilshommes-soldats, de marchands et de filles. Le groupe des engagés étant clairement majoritaire, une analyse plus accentuée lui est consacrée. Le rôle des personnes engagées à la solde des sociétés, dans le cas de Montréal : la Société de Notre-Dame, était d'intégrer les colonies au cours du XVIIIe siècle en vertu d'un contrat de service à temps pour effectuer divers travaux. Toujours en construction, la colonie arbore de traits bien spécifiques à son temps. Cela est démontré à travers une analyse du statut colonial à partir de données et informations justes sur les différents acteurs coloniaux. Au moment que ce portrait global de la société est effectué, on met en évidence l'environnement d'origine des groupes, les conditions d'intégration auxquelles les membres sont confrontés ainsi que les fonctions qu'ils exercent au sein de la colonie.

#### Les traits démographiques
Les dénombrements de 1666 et 1681, combinés aux données du début du XVIIIe siècle, mettent en évidence les grandes caractéristiques démographiques de la colonie. Après qu’elle ait témoigné d’une expansion démographique à ses débuts, Montréal atteint un point bas vers la fin du XVIIe siècle. Cela dit, on considère que les tendances sont changeantes puisqu’en effet, après cette chute démographique, le début du XVIIIe siècle connaît à son tour une forte hausse démographique. Cette section repose sur des données constituées principalement de naissances, décès et mariages. Ensemble, les traits démographiques de l’île sont mis en lumière.

### Partie 2: Le Commerce

#### Éléments fondamentaux
Montréal, véritable centre de transbordement, est incontournable par sa nature et son positionnement. Cela peut être constaté à travers ses attributs économiques. En effet, sous l'exploitation de la fourrure de castor, celle-ci occupait les 4/5 des cargaisons. Éventuellement, cette forte croissance rencontrera des difficultés. On explique que c’est n’est que vers la fin du XVIIIe siècle qu’une dévaluation du produit a lieu en raison du contexte économique. La situation monétaire est précaire, tant pour la colonie que pour la métropole. Nécessairement, l'intégration des prix européens en coexistence avec le commerce intérieur s'avère si conflictuelle qu'elle nécessite l'intervention du Roi. Dans le sillage de cette crise, le crédit public vient même à être sollicité. C'est une période économiquement sensible où il reste beaucoup à faire. L'établissement et le maintien de bénéfices unitaires pour les produits coloniaux restent des défis étant donné la rigidité des prix nominaux. Le prix coûtant des marchandises en provenance de France avait en moyenne une augmentation de 100 % par rapport au prix de détail à Montréal ; un véritable problème.

#### Les rapports de production
Constatant l’irrégularité du commerce des fourrures, les administrateurs coloniaux tente de remédier au problème en introduisant des permis de commerce spécifiques. C'est également en réponse à l'anarchie organisationnelle des années 1660 et 1680 qu'une nouvelle ère du commerce est favorisée : plus structurée et plus susceptible de rentabiliser la présence des différents groupes de marchands, d'employés et de voyageurs sur l'ensemble du territoire. À Montréal, comme ailleurs, le crédit s'affirme comme un outil qui peut définir et renforcer les atouts d'un commerçant. Combinés à la composition de son capital, ces deux atouts, bien que difficiles à entretenir, peuvent assurer la pérennité du commerçant.

### Partie 3: L'Agriculture

#### Les caractères physiques
Tout d'abord, les caractéristiques physiques de l'île de Montréal sont présentées. D'une superficie de 49 773 hectares, les sols de l'île sont parmi les meilleurs de l'est du Canada. Cela est particulièrement attribuable aux conditions favorables créées par le relief, les voies navigables, le climat favorable au reste de la colonie et la flore de Montréal. Malgré la période d'adaptation liée aux particularités du nouveau territoire, les colons de la Nouvelle-France finissent par surmonter les différentes contraintes.

#### La possession du sol
Au XVIIe siècle, au niveau des colonies, encensement par concession était la forme de tenure la plus répandue. D'abord un moyen efficace pour les entreprises d'agir sur ce vaste territoire, cette dernière nécessite éventuellement un nouvel encadrement. Par exemple, à Montréal, la Société de Notre-Dame a introduit des exigences spécifiques pour toute censure. On cite que les locataires sont tenus de s'installer sur l'île et il leur est interdit de vendre leurs terres sans l'autorisation de leur seigneur. Ces différents usages des règles renforcent les droits réels fixes et occasionnels existant entre les seigneurs, les censitaires et la Société Notre-Dame.

#### Structure agraire
Suit alors la structuration agraire souvent caractérisée par le découpage du territoire par ses habitations. En effet, les habitations communément reconnues pour être des terres acensées sont groupées par côtes. Comme le reste de la colonie, Montréal a la particularité de ne pas être entièrement composée de rangs. Néanmoins, des caractéristiques communes telles que l'alignement du terrain et sa forme allongée sont perceptibles. Sur l'île, il existe également d'autres divisions territoriales, notamment dans les paroisses et les bourgs ayant un intérêt autre que l’exploitation du sol.

#### Occupation du sol
L'occupation des terres canadiennes, caractérisée par le système seigneurial, est essentiellement basée sur le défrichement. En effet, les colons du XVIIIe siècle ont dû faire face à cette épreuve difficile pour s'installer dans la colonie. Lors des premières actions, il fut difficile de constater les fruits de leur dur labeur. Il est à noter que tout en supportant la charge financière de l'entreprise seigneuriale, le nouveau propriétaire pouvait attendre jusqu'à dix-huit mois avant sa première récolte. C'est une réalité montréalaise où les propriétaires devaient faire face aux modalités économique, juridique et sociale de la colonie. Dans le cas d'une concession ou d'un achat de terrain, l'exploitation du terrain pouvait alors alterner. Lorsque nous constations un effritement trop flagrant du patrimoine foncier, nous pouvions carrément l'interdire ou le contrôler sur l'île de peur de créer une dette paysanne permanente.

#### Gestion de l’habitation
Puis vint la gestion de l’habitation à Montréal. Vers la fin du XVIIIe siècle, l'agriculture s'efforce de rapprocher les administrateurs coloniaux des pratiques souvent associées à l'agriculture française. Pourtant, les prairies, les pâturages et le bétail sont victimes d’une irrégularité en termes de récoltes. En effet, les administrateurs coloniaux s’accordent pour affirmer ce constat. Une fois bonnes, une fois moins bonnes, c’est ainsi qu’on décrit le rendement. Cela dit, des méthodes ingénieuses s’installent progressivement. Puisque les champs sont dominés par des cultures céréalières, on encourage les administrateurs à intégrer une utilisation des terres égale à toute culture. Par exemple, l'intégration de la rotation, une pratique agricole, permet d’assainir les champs et prairies efficacement malgré les différentes saisons. De sorte que chaque sol, malgré sa nature, puisse devienne rentable.

### Partie 4: La Société

#### L'encadrement
L'histoire sociale de Montréal est encadrée par un contexte spécial. La guerre des grandes puissances est un élément omniprésent dans les débuts coloniaux de l'île. À l’époque, c’est celle-ci qui justifie la présence militaire; des troupes excédentaires postées dans la colonie. Éventuellement, dès 1663, on explique que les administrateurs coloniaux intègrent la population aux troupes et la militarise. En dehors du contexte militaire, la ville connaît aussi des changements. Dès 1710, les principaux traits coloniaux d’une ville apparaissent tandis que ceux d’une ville commerçante de fourrure s’atténuent[style à revoir]. En effet, vers 1715, dans le milieu urbain, c'est 4200 habitants, presque la moitié de la population, qui réside en ville. 

#### Les catégories sociales
Un aperçu des interactions entre les différents groupes sociaux est présenté. Tout d'abord, il est indiqué que les seigneurs, point d'ancrage de la société montréalaise, sont omniprésents dans les fiefs de l'île. Ce groupe, composé de membres des trois principales classes sociales, noblesse, bourgeois et roturiers, définit une institution incontournable dans le paysage social montréalais. La noblesse présentée plus loin est la figure de proue de la réussite sociale. Suivie par les commerçants et les habitants, la dimension hétérogène de l'île est mise en évidence. Chacun des groupes impliqués a contribué à consolider ce qui était la construction sociale de Montréal aux XVIIe et XVIIIe siècles.  

## Réception critique et universitaire

### Réception de la communauté universitaire française
Au sein de la communauté universitaire française, l’ouvrage de Mme Dechêne reçoit de nombreux compliments. L’ouvrage fut considéré par ses contemporains comme une véritable percée historiographique sur le sujet de la Nouvelle-France, qui était auparavant délaissé. François Lebrun, Professeur d’histoire moderne à l'Université Rennes-II à l’époque de la parution originelle de l’ouvrage, complimentera l’ouvrage pour le corpus choisi et sa variété de sources, avec un compliment particulier sur l’utilisation des minutes de notaire. Il reconnaît aussi à l’ouvrage d’avoir remis en question des idées préconçus sur la période, mais son plus grand compliment concerne la dichotomie que fait Mme Dechêne entre la vie des riches marchant montréalais au centre du commerce des fourrures et les habitants de l’île qui y pratiquent une agriculture de subsistance. Cet ouvrage permettra à Louise Dechêne d'obtenir son doctorat.

### Réception de la communauté universitaire canadienne
Au Canada, l'article est tout autant, ou sinon plus, acclamée au sein de la communauté universitaire. L'ouvrage y reçoit le Prix du Gouverneur général en 1974, le Prix Jean-Hamelin (ex æquo) en 1975 et méritera à Louise Dechêne, la Médaille François-Xavier Garneau en 1980 pour son apport à l’historiographie. On y complimente la facilité de lecture de l’ouvrage malgré les 600 pages de détail, de carte, de tableaux et de graphique qu’il contient. On reconnaît à l’ouvrage d’être le premier ouvrage à avoir offert un portrait complet de la vie civile au sein de la société montréalaise de sa fondation à la conquête, offrant une perspective sur la formation d’une société coloniale d’héritage européen soumise à un nouveau milieu politique, social et économique. Des historiens comme Paul-André Linteau vont aussi reconnaître à l’œuvre d’être exhaustive sur les sujets que l’ouvrage aborde et reconnaît que l'œuvre à briser les carcans historiographiques de son époque sur le sujet en faisant un portrait de la société montréalaise en commençant par y décrire les fondements avant d’aborder les icônes comme Maisonneuve ou la société Notre-Dame de Montréal. La Fondation Lionel-Groulx classifie même l'ouvrage « de classique incontournable ». En 2009, en reconnaissance de l'impact d'Habitants et marchands de Montréal au XVIIe siècle, l'Institut d'histoire de l'Amérique française a créé le prix Louise Dechêne, récompensant: «  l’originalité de la contribution, la qualité de la recherche et de la méthodologie ainsi que la rigueur de la démarche intellectuelle».

### La publication deVingt ans après, Habitants et marchands
Reconnaissance de l'impact et de l'importance de l’ouvrage, la publication en 1998 de l’ouvrage Vingt ans après, Habitants et marchands : Lectures de l’histoire des XVIIe et XVIIIe siècles canadiens est à mentionner. Ce recueil d’essais a été créé dans le but de commémorer les vingt ans de la publication du livre de Louise Dechêne, puisque ses auteurs le qualifient d’œuvre « qui a marqué le début d’une phase nouvelle dans l'étude du Canada aux XVIIe et XVIIIe siècles » . Ce recueil fût écrit sous la direction collaborative de Sylvie Dépatie, Catherine Desbarats, Danielle Gauvereau, Mario Lalancette et Thomas Wien et est issu d’un colloque qui s’est tenu le 13 et 14 mai 1994 à Montréal. Il est composé de deux parties principales. La première contient trois bilans qui font état de la recherche historique sur le Canada du XVIIe et XVIIIe siècles autour des trois thèmes principaux du livre de Louise Dechêne, alors que l’introduction s’occupe d’aborder la section Société[style à revoir]. La seconde partie contient huit articles qui servent d’échantillon des recherches qui se sont entamées dans les vingt ans qui ont suivi la publication de l’ouvrage.